# 皮奥·巴罗哈
皮奥·巴罗哈（西班牙語：Pío Baroja，1872年12月28日—1956年10月30日），西班牙著名小说家，98年一代的代表作家之一。其小说有浓重的悲观主义，语言流畅明快，确切洗练。

## 生平
皮奥·巴罗哈的父亲塞拉芬·巴罗哈是矿业工程师和作家，曾写过颇受欢迎的诗歌。皮奥·巴罗哈年轻时曾在華倫西亞大學学习医学，后转入马德里康普顿斯大学学习医学和矿业工程。虽然接受了多年的医学教育，巴罗哈只是在巴斯克的塞斯托纳行医两年，之后就到马德里和后来成为画家和雕塑家的哥哥里卡多·巴罗哈一起经营家族面包店，后来两次作为激进共和党人竞选西班牙国会议员失败。巴罗哈葬于马德里公民墓地

## 文学创作
巴罗哈从1900年左右起正式开始文学活动，发表了第一部短篇小说集《阴郁的生活》。之后他发表了第一部长篇小说《艾斯戈里之家》，这部作品和其后的《拉布拉斯的长子继承权》和《冒险家萨拉卡因》组成《巴斯克土地》三部曲，赞美巴斯克地区的美丽风光和英雄事迹。
巴罗哈的《知识之树》（和《迷途的贵妇人》《雾都》组成种族三部曲）被认为是他的代表作，这是一部悲观主义的小说，描写追求知识的生命的无果而终。主人公安德烈·赫塔多越是学到更多知识，了解更多人生经验，越是悲观，觉得人生毫无意义。 巴罗哈继承了西班牙文学中的悲观主义传统，他对巴斯克地区的描绘和贝尼托·佩雷斯·加尔多斯对马德里地区的描写相同，但缺少情节，更加充满情感，有些时候被人认为是有语法错误，他对此并不否认。
和98年一代的其他作家一样，巴罗哈是一位部分相信无政府主义理想的年轻人。然而，随着年岁增长，他开始崇拜行动的人，比如尼采所说的超人。他对生命力的渴望，虽然是悲观论调的，使他的小说、思想和人物被认为是西班牙法西斯主义的先驱。无论如何，他不被天主教和传统神学家欢迎，在西班牙内战中，他的生命面临危险。
欧内斯特·海明威受巴罗哈影响较大，1956年他去拜访巴罗哈，说到“请允许我送给您一份小小的献辞，您教会了像我这样的年轻人如何写作。我为您未曾获得诺贝尔奖而哀叹，特别是当很多比起您不值得得奖的人，比如我。”
鲁迅非常推崇巴罗哈，他翻译了巴罗哈短篇小说集《山民牧唱》，并在出版预告中说：“西班牙的作家，中国大抵只知道伊本纳兹，但文学的本领，巴罗哈实远出其上。"